# Cupha dapatana
Cupha dapatana är en fjärilsart som beskrevs av Smith 1887. Cupha dapatana ingår i släktet Cupha och familjen praktfjärilar. Inga underarter finns listade i Catalogue of Life.